# Ferdinand Pischelt
Ferdinand Pischelt (17. ledna 1809 Grabštejn – 24. února 1852 Praha) byl česko-německý sochař, modelér a štukatér.

## Život
Ferdinand Pischelt se narodil v Grabštejně v národnostně německé katolické rodině jako syn učitele Gottfrieda Pischelta z Liberce a jeho manželky Alžběty Bergmannové z Frýdlantu. Roku 1824 přišel do Prahy, studoval základy kresby na pražské výtvarné akademii a sochařskému řemeslu se vyučil v dílně Václava Prachnera, u kterého pak pracoval jako tovaryš. 7. června 1834 získal v Praze městské právo, oženil se s Johannou (neznámého původu), s níž měl osm dětí. Všichni čtyři synové se vyučili sochařskému řemeslu: Karl (* 1834), Jan (* 1836), Ferdinand (* 1838; sběhl k armádě) a Heinrich (*1846).
Patřil k činným členům Společnosti vlasteneckých přátel umění v Praze, od roku 1838 byl jejím tajemníkem; na objednávku Společnosti vytvořil portrét jejího iniciátora a mecenáše Františka, říšského hraběte ze Šternberka a Manderscheidu.
Zemřel v Praze nebo v severních Čechách ve věku 42 let.

## Dílo

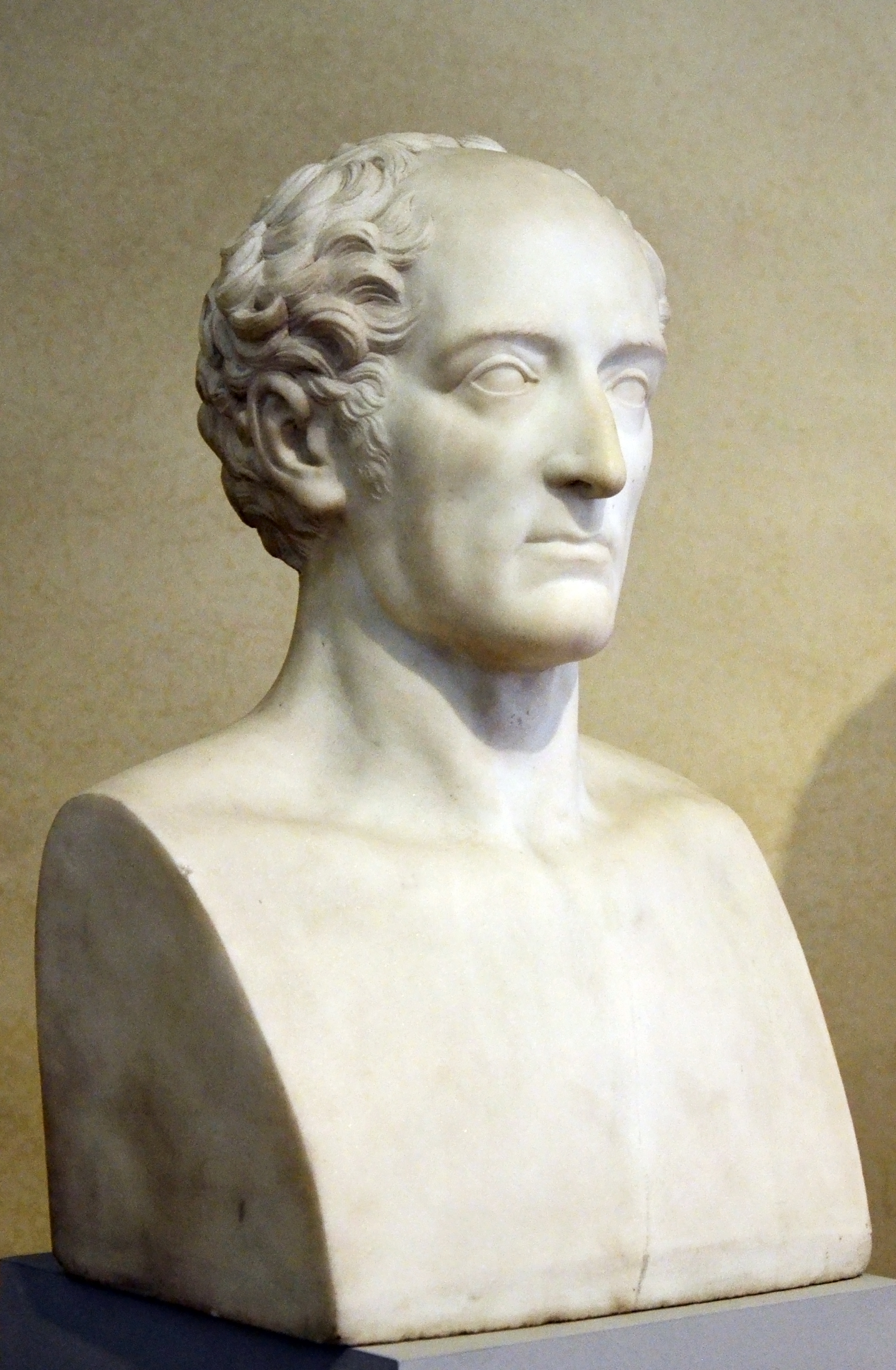
Mramorová bysta Františka Josefa ze Šternberka a Manderscheidu, zhotovená ve Florencii 1889 (Raffael Cellai) podle sádrové předlohy Ferdinanda Pischelta (1830) a posmrtné masky sejmuté Václavem Prachnerem

- náhrobní plastiky v Praze na Olšanských hřbitovech, v Praze-Bubenči a v Mladé Boleslavi
- socha císaře Karla IV. na kašně v Týnci nad Labem
- sádrová busta hraběte Františka Josefa Šternberka, zakladatele Společnosti vlasteneckých přátel umění, byla zhotovena roku 1830 na žádost Společnosti podle posmrtné masky sejmuté Václavem Prachnerem;[5][6] sádrové modely se dochovaly ve sbírkách Lapidária Národního muzea a Národní galerie v Praze. Mramorovou bustu pak vytvořil Raffael Cellai ve Florencii roku 1889
- náhrobek Leopolda Leonharda Raymunda Thun-Hohensteina pro Malostranský hřbitov – dokončil po smrti Václava Prachnera spolu s Antonem Melzerem
- štuková výzdoba Desfourského paláce čp. 1023/II v Praze na Florenci (od 1847)[7]

Pischeltovo dílo se vyznačuje strohou korektností. Tam, kde se mohl opřít o předlohy Václava Prachnera, byl Pischelt velice dobrým modelérem.

### Další figurální díla
- náhrobek Václava Bayera a Terezie Pinklové, Malostranský hřbitov
- náhrobek Václava Jiřího Czardy, Malostranský hřbitov
- busta říšského hraběte Františka Josefa ze Šternberka a Manderscheidu (sádra)
- socha sv. Jana Nepomuckého; výklenková kaple poblíž zámku v Komařicích na Českobudějovicku (1844)[9]